# Gesine Lötzsch

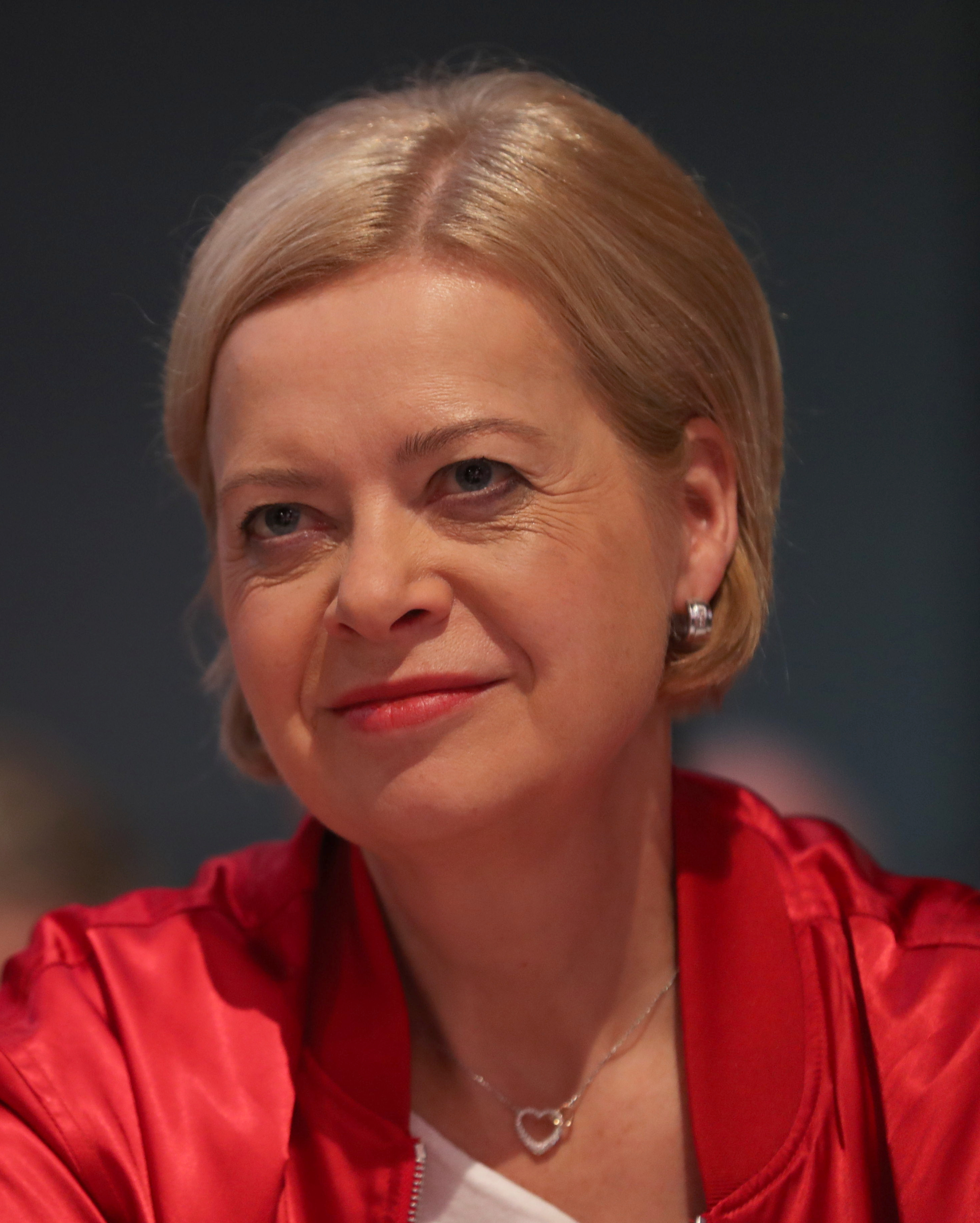
Gesine Lötzsch (2018)

Gesine Lötzsch, född 7 augusti 1961 i Lichtenberg, Östberlin, är en tysk politiker, tillhörande partiet Die Linke, ’Vänstern’. Från 2005 till 2012 var hon vice ordförande i vänstergruppen i förbundsdagen. År 2010 blev Lötzsch den ena av Vänsterns två partiledare. Den 10 april 2012 avgick hon från posten på grund av hennes makes insjuknande.